# Svartisen

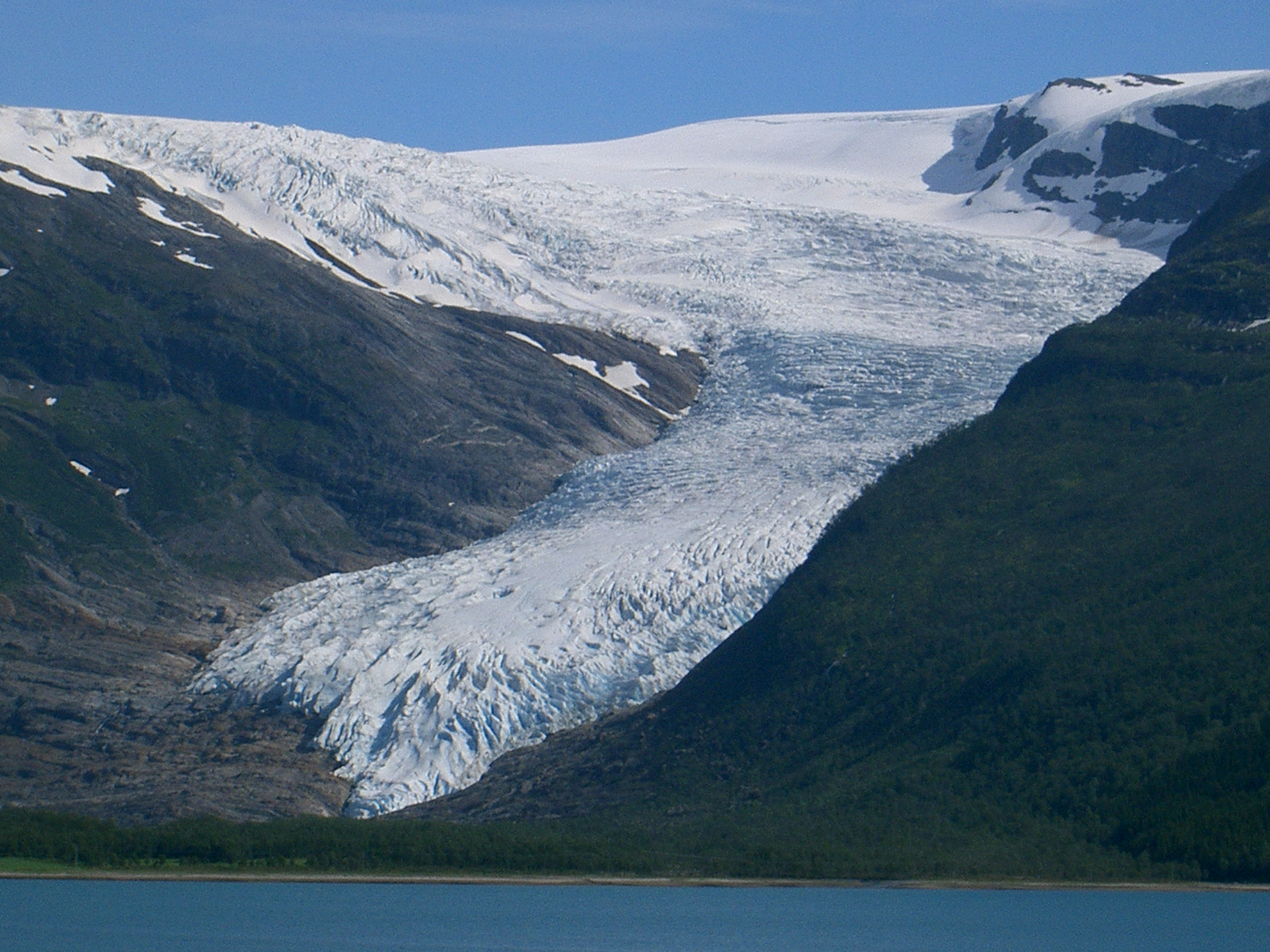
Engabreen, Svartisen

Svartisen är egentligen två glaciärer i Norge. Vestre Svartisen är Norges näst största (221 km²), efter Jostedalsbreen, och Østre Svartisen är Norges fjärde största (148 km²). Svartisen ligger ovanför kommunerna Saltdal, Rana, Rødøy, Meløy, Gildeskål, Beiarn och Bodø, alla i Nordland fylke. En av glaciärarmarna, Engabreen, är fastlands-Europas lägst liggande, bara 7 meter över havet. Svartisen ingår i Saltfjellet-Svartisen nationalpark. Smältvatten från glaciären samlas i ett antal tunnlar och används i vattenkraftverk.
Glaciären försvann helt efter senaste istiden, men klimatförändringar gjorde att den återbildades för ca 2500 år sedan. Efter hand delades isfältet i de två nuvarande glaciärerna. Fram till 1930-talet gick Österdalsisen ända ned till Svartisvattnet, men har sedan dess dragit sig kraftigt tillbaka. 